# 周长奎
周长奎（1969年5月—），山东菏泽人，中华人民共和国政治人物，中国共产党党员。中共第二十届中央候补委员。

## 生平
北京大学社会学系毕业，大学学历。历任北京市海淀区人事局人才市场干部，共青团中央学校部中学处副处长、大学处处长、副部长等职。2005年，任共青团中央学校部部长。2008年6月，当选为共青团中央常委。2008年10月，转任共青团中央宣传部部长。2009年1月至2016年9月，任共青团中央书记处书记。2013年9月，当选全国青联副主席。
2016年9月，任国家外国专家局副局长。2018年7月，担任中国残联党组书记，后又担任残联副主席、理事长。